# Paraleptognathia typica
Paraleptognathia typica är en kräftdjursart som beskrevs av Rosalia Konstantinovna Kudinova-Pasternak 1981. Paraleptognathia typica ingår i släktet Paraleptognathia, överfamiljen Paratanaoidea, ordningen tanaider, klassen storkräftor, fylumet leddjur och riket djur. Inga underarter finns listade i Catalogue of Life.